# Адамс (округ, Небраска)
Округ Адамс (англ. Adams County) — округ, расположенный в штате Небраска (США) с населением в 31 151 человек по статистическим данным переписи 2000 года. Столица округа находится в городе Хейстингс.

## История
Округ назван в честь второго президента США Джона Адамса. Границы округа были официально утверждены 16 февраля 1867 года.

## География
По данным Бюро переписи населения США округ Адамс имеет общую площадь в 1461 квадратный километр, из которых 1458 кв. километров занимает земля и 3 кв. километра — вода. Площадь водных ресурсов округа составляет 0,13 % от всей его площади.

### Соседние округа
- Холл (Небраска) — север
- Клей (Небраска) — восток
- Уэбстер — юг
- Карни (Небраска) — запад
- Баффало (Небраска) — северо-запад

## Демография
По данным переписи населения 2000 года в округе Адамс проживало 31 151 человек, 7964 семьи, насчитывалось 12 141 домашнее хозяйство и 13 014 жилых домов. Средняя плотность населения составляла около 21 человек на один квадратный километр. Расовый состав округа по данным переписи распределился следующим образом: 94,54 % белых, 0,64 % чёрных или афроамериканцев, 0,36 % коренных американцев, 1,60 % азиатов, 0,04 % выходцев с тихоокеанских островов, 0,83 % смешанных рас, 1,99 % — других народностей. Испано- и латиноамериканцы составили 4,58 % от всех жителей округа.
Из 12 141 домашнего хозяйства в 30,90 % — воспитывали детей в возрасте до 18 лет, 54,40 % представляли собой совместно проживающие супружеские пары, в 8,30 % семей женщины проживали без мужей, 34,40 % не имели семей. 28,60 % от общего числа семей на момент переписи жили самостоятельно, при этом 13,00 % составили одинокие пожилые люди в возрасте 65 лет и старше. Средний размер домашнего хозяйства составил 2,43 человек, а средний размер семьи — 3,00 человек.
Население округа по возрастному диапазону по данным переписи 2000 года распределилось следующим образом: 24,40 % — жители младше 18 лет, 11,90 % — между 18 и 24 годами, 26,20 % — от 25 до 44 лет, 21,70 % — от 45 до 64 лет и 15,90 % — в возрасте 65 лет и старше. Средний возраст жителей округа составил 36 лет. На каждые 100 женщин в округе приходилось 96,10 мужчин, при этом на каждых сто женщин 18 лет и старше приходилось 92,80 мужчин также старше 18 лет.
Средний доход на одно домашнее хозяйство в округе составил 37 160 долларов США, а средний доход на одну семью в округе — 45 620 долларов. При этом мужчины имели средний доход в 29 842 доллара США в год против 21 236 долларов США среднегодового дохода у женщин. Доход на душу населения в округе составил 18 308 долларов США в год. 5,50 % от всего числа семей в округе и 9,30 % от всей численности населения находилось на момент переписи населения за чертой бедности, при этом 10,40 % из них были моложе 18 лет и 6,70 % — в возрасте 65 лет и старше.

## Основные автодороги
- US 6
- US 34
- US 281
- Автомагистраль 74

## Населённые пункты

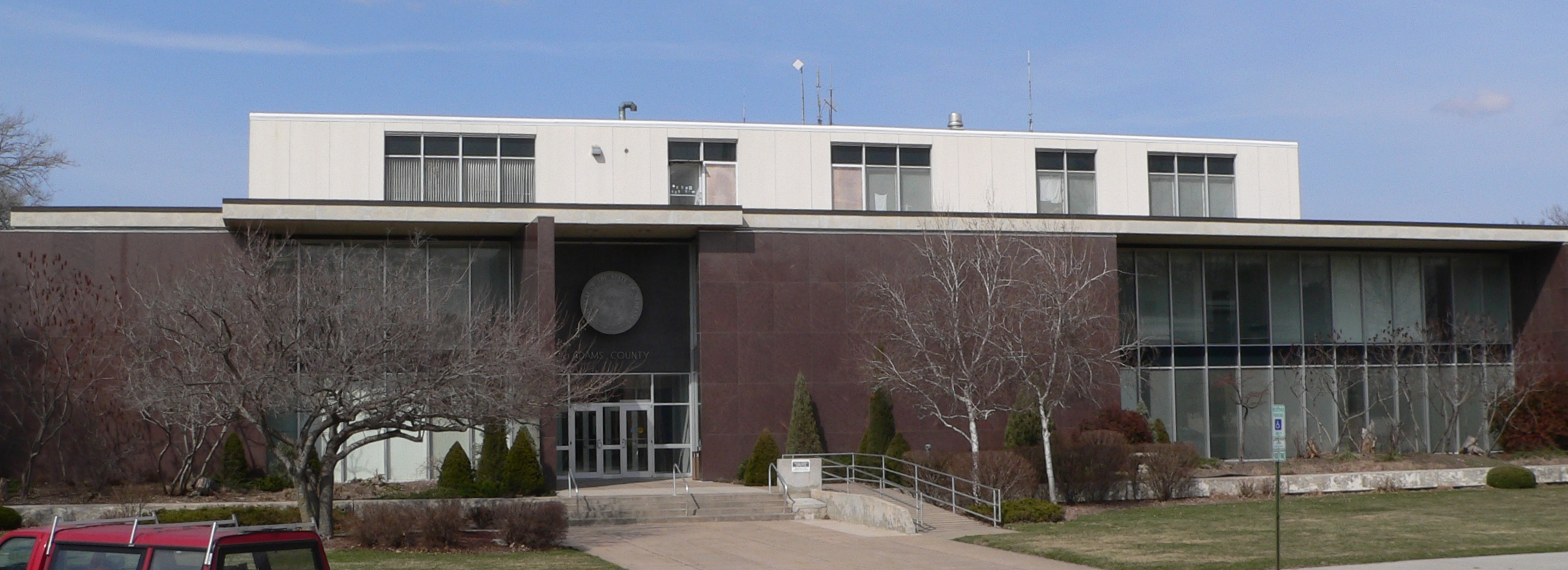
Здание окружного суда в городе Хейстингс

### Города и деревни
- Эйр
- Хейстингс
- Холстейн
- Джуниата
- Кенсоу
- Проссер
- Розленд
- Трамбулл — частично

### Тауншипы
- Эйр
- Блейн
- Коттонвуд
- Денвер
- Хэновер
- Хейстингс
- Хайленд
- Джуниата
- Кенсоу
- Литтл-Блу
- Логан
- Роузленд
- Силвер-Лейк
- Верона
- Уонда
- Уэст-Блу
- Зеро